# Myriam Léonie Mani
Myriam Léonie Mani (* 21. Mai 1977) ist eine ehemalige kamerunische Leichtathletin, die sich auf den Sprint spezialisiert hat. Sie ist Inhaberin der Nationalrekorde über 100 und 200 Meter und gewann zahlreiche Medaillen bei Afrikameisterschaften und den Afrikaspielen.

## Sportliche Laufbahn
Erste internationale Erfahrungen sammelte Myriam Léonie Mani vermutlich im Jahr 1992, als sie bei den Olympischen Sommerspielen in Barcelona mit der kamerunischen 4-mal-100-Meter-Staffel an den Start ging und dort mit 44,97 s im Vorlauf ausschied. 1995 startete sie mit der Staffel bei den Weltmeisterschaften in Göteborg und wurde dort in der Vorrunde disqualifiziert. Im Jahr darauf gewann sie bei den Afrikameisterschaften in Yaoundé in 11,92 s die Bronzemedaille im 100-Meter-Lauf hinter ihrer Landsfrau Georgette Nkoma und Marliese Steyn aus Südafrika und auch über 200 Meter musste sie sich mit 23,5 s nur diesen beiden Athletinnen geschlagen geben. Zudem siegte sie in 44,7 s in der 4-mal-100-Meter-Staffel und sicherte sich in 3:40,5 min gemeinsam mit Mireille Nguimgo, Madeleine Ndongo Mbazoa und Claudine Komgang die Silbermedaille in der 4-mal-400-Meter-Staffel hinter dem nigerianischen Team. Anschließend nahm sie erneut an den Olympischen Sommerspielen in Atlanta teil und schied dort mit 11,76 s in der ersten Runde über 100 Meter aus und kam mit der 4-mal-100-Meter-Staffel im Vorlauf nicht ins Ziel. 1997 kam sie bei den Weltmeisterschaften in Athen mit 11,62 s nicht über die Vorrunde über 100 Meter hinaus und 1998 gewann sie bei den Afrikameisterschaften in Dakar in 3:33,85 min gemeinsam mit Sylvie Mballa Éloundou, Mireille Nguimgo und Claudine Komgang die Bronzemedaille in der 4-mal-400-Meter-Staffel hinter den Teams aus Nigeria und dem Senegal. Anschließend klassierte sie sich bei den Commonwealth Games in Kuala Lumpur mit 11,63 s auf dem achten Platz über 100 Meter, belegte mit der 4-mal-100-Meter-Staffel in 45,26 s den sechsten Platz und gelangte mit der 4-mal-400-Meter-Staffel mit 3:35,50 min auf Rang fünf.
1999 erreichte sie bei den Weltmeisterschaften in Sevilla das Viertelfinale im 200-Meter-Lauf und schied dort mit 23,14 s aus und über 100 Meter kam sie mit 11,61 s nicht über den Vorlauf hinaus. Zudem verpasste sie in beiden Staffelbewerben den Finaleinzug. Anschließend nahm sie an den Afrikaspielen in Johannesburg teil und gewann dort in 11,24 s die Silbermedaille über 100 Meter hinter der Nigerianern Mercy Nku und über 200 Meter musste sie sich mit 22,91 s der Nigerianerin Fatima Yusuf geschlagen geben. Zudem gewann sie in 3:33,28 min gemeinsam mit Stéphanie Nicole Zanga, Mireille Nguimgo und Claudine Komgang die Bronzemedaille hinter den Teams aus Nigeria und dem Senegal und in der 4-mal-100-Meter-Staffel wurde sie in 45,93 s Fünfte. Im Jahr darauf siegte sie in 11,21 s und 22,54 s über 100 und 200 Meter bei den Afrikameisterschaften in Algier und sicherte sich in 3:32,89 min auch die Goldmedaille in der 4-mal-400-Meter-Staffel. Daraufhin startete sie erneut bei den Olympischen Sommerspielen in Sydney und schied dort mit 11,40 s im Halbfinale über 100 Meter aus und auch über 200 Meter schied sie mit 23,47 s im Semifinale aus. 2001 gelangte sie bei den Weltmeisterschaften im kanadischen Edmonton bis ins Finale über 200 Meter und belegte dort in 23,15 s den sechsten Platz und über 100 Meter schied sie mit 11,26 s im Halbfinale aus. Anschließend gewann sie bei den Goodwill Games in Brisbane in 23,18 s die Bronzemedaille über 200 Meter hinter der Bahamaerin Debbie Ferguson-McKenzie und Juliet Campbell aus Jamaika, nachdem der ursprünglich zweitplatzierten US-Amerikanerin Kelli White die Silbermedaille nachträglich wegen eines Dopingverstoßes aberkannt worden war. Zudem gewann sie in einem gemischten Damen-Team in 42,95 s die Goldmedaille in der 4-mal-100-Meter-Staffel. Wenige Tage später siegte sie in 22,93 s über 200 Meter beim IAAF Grand Prix Final in Melbourne. Sie startete 2002 bei den Afrikameisterschaften und den Commonwealth Games, wurde aber 2003 selbst des Dopings überführt und ihre Resultate aus diesen beiden Jahren wurden annulliert und Mani bis 2005 gesperrt.
2006 belegte sie bei den Commonwealth Games in Melbourne in 23,78 s den achten Platz über 200 Meter und schied im 100-Meter-Lauf mit 11,49 s im Halbfinale aus. Im August belegte sie bei den Afrikameisterschaften in Bambous in 12,04 s den fünften Platz über 100 Meter und gelangte mit 24,12 s auf Rang acht über 200 Meter. Zudem gewann sie in 46,43 s gemeinsam mit Esther Ndoumbé, Carole Kaboud Mebam und Joséphine Mbarga-Bikié die Bronzemedaille in der 4-mal-100-Meter-Staffel hinter den Teams aus Ghana und Nigeria. Im Jahr darauf schied sie bei den Afrikaspielen in Algier mit 11,44 s und 23,77 s jeweils im Halbfinale über 100 und 200 Meter aus und anschließend kam sie bei den Weltmeisterschaften in Osaka mit 11,55 s und 23,66 s nicht über die erste Runde hinaus. 2008 klassierte sie sich bei den Afrikameisterschaften in Addis Abeba mit 23,55 s auf dem fünften Platz über 200 Meter und wurde in 11,60 s Siebte im 100-Meter-Lauf. Mit der 4-mal-100-Meter-Staffel erreichte sie das Finale, konnte dort das Rennen aber nicht beenden. Mitte August startete sie über 100 Meter bei den Olympischen Sommerspielen in Peking und schied dort mit 11,65 s im Halbfinale aus. Sie setze ihre Karriere bis 2012 fort und beendete dann im Alter von 35 Jahren ihre aktive sportliche Laufbahn.

## Persönliche Bestzeiten
- 100 Meter: 10,98 s (+0,6 m/s), 11. Juni 2001 in Athen (kamerunischer Rekord)
  - 60 Meter (Halle): 7,18 s, 30. Januar 2000 in Dortmund (kamerunischer Rekord)
- 200 Meter: 22,41 s (+0,2 m/s), 21. Mai 2000 in Cayenne (kamerunischer Rekord)
  - 200 Meter (Halle): 23,37 s, 11. Februar 2000 in Gent (kamerunischer Rekord)